# Chorea

La chorea (choreia, khoreia, χορεία) est une ronde (danse en cercle) grecque (χορεύω σε κύκλο) accompagnée par des chanteurs (voir chœur, khoros).
Connue depuis la Grèce antique, décrite par Homère dans son Iliade, la chorea ou chorée a traversé les siècles. Au Moyen Âge le terme désigne toute forme de danse, de manière générique. La chorea rappelle la horo bulgare, le khorovod russe et ukrainien, la hora de Roumanie, Moldavie et d'Israël, et la carole occidentale. Le mot chorea est étymologiquement à l'origine de chorégraphie.

## Photographies

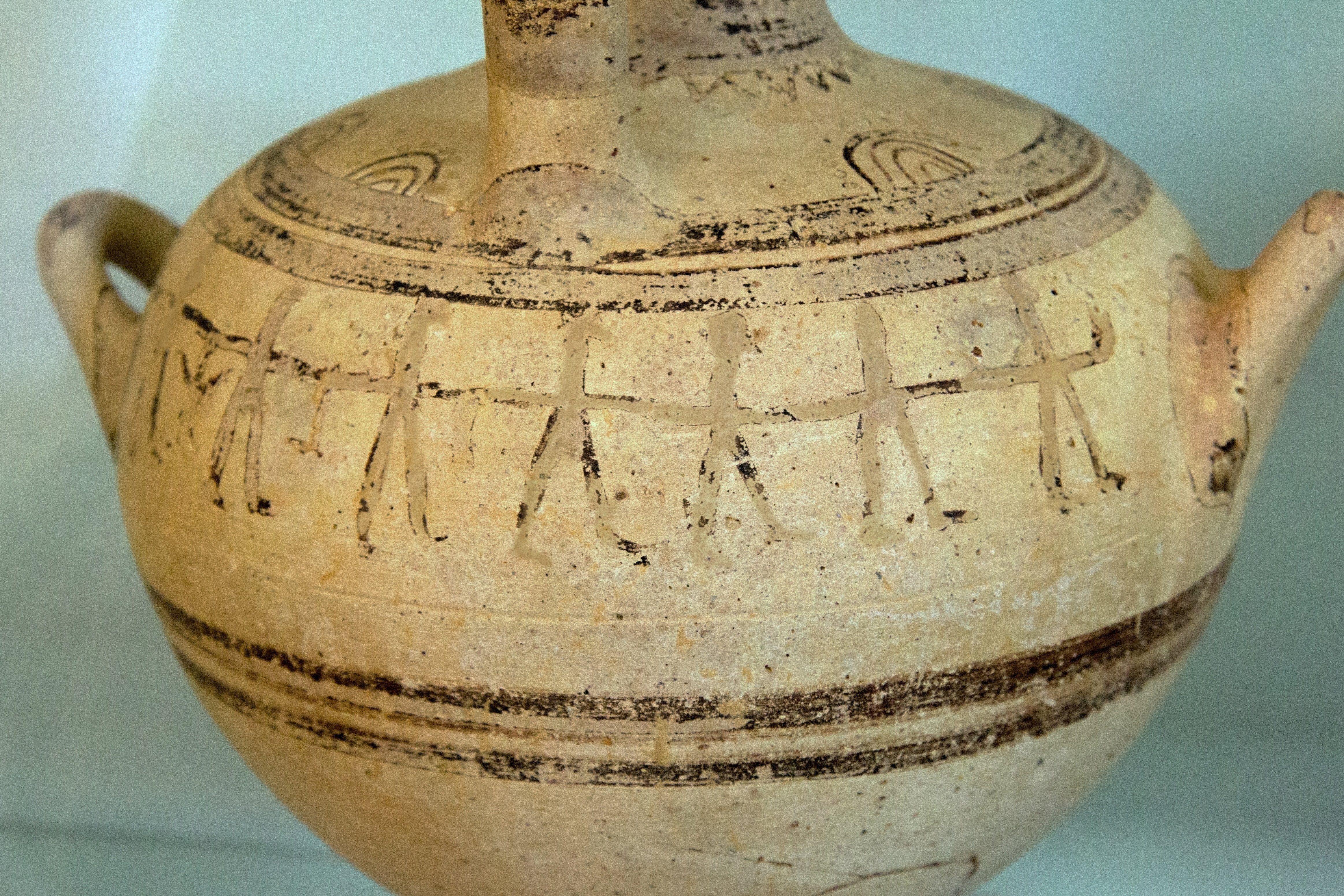
Chorea mycénienne sur une hydria de Naxos.
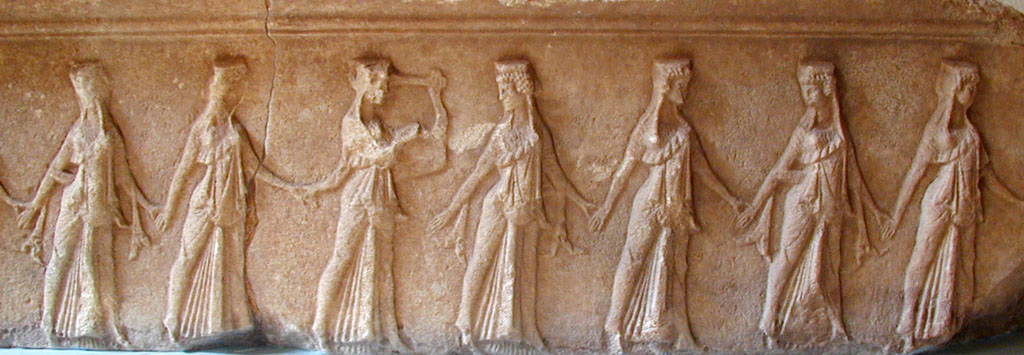
Chorea sacrée du sanctuaire des Grands Dieux de Samothrace.
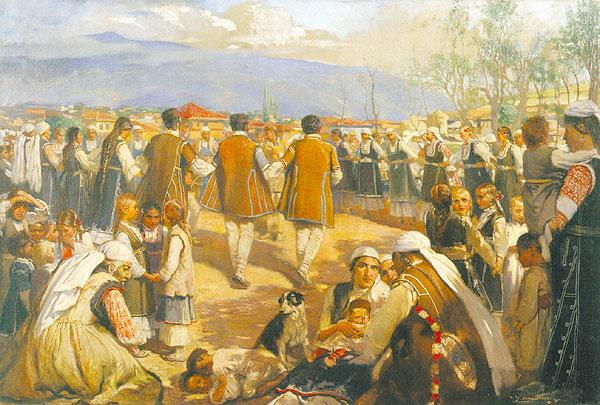
Chorea balkanique au XIXe siècle.